# Bhasan Char
Bhasan Char (bengalisch ভাসান চর, vorher Thengar Char, bengalisch টেঙ্গার চর) ist eine Insel im Mündungsdelta des Flusses Meghna, die zum Staatsgebiet von Bangladesch gehört.
Die Insel war zunächst in der Monsunzeit für mehrere Monate im Jahr überflutet und unbewohnbar, nach 2015 fanden Baumaßnahmen statt, durch die ein Schutz gegen Überflutungen und eine Infrastruktur entstanden.

## Geschichte
Bhasan Char ist eine junge Insel, die sich um 2006 aus Schluff bildete, der vom Meghna abgelagert wurde. Obwohl Bangladesch eine der höchsten Bevölkerungsdichten der Welt hat, kam eine Besiedlung der Insel wegen ihrer Überflutung durch die Monsunregenfälle zunächst nicht in Frage. Erst mit dem Eintreffen von immer mehr Rohingya-Flüchtlingen aus Myanmar in Bangladesch wurden ab 2015 Besiedlungspläne für die Insel diskutiert. Die Regierung entwickelte Umsiedlungspläne, nach denen die Insel mit einer Infrastruktur versehen werden sollte, um anschließend etwa 32.000 Rohingya dort anzusiedeln. Mangroven wurden angepflanzt, um das Land gegen Erosion zu schützen.
2018 wurden die Pläne konkretisiert. Der chinesische Baukonzern Sinohydro begann mit dem Bau eines Deiches als Schutz gegen Überflutungen, Straßen wurden angelegt und eine Mustersiedlung errichtet. Die Aufwendungen für die Baumaßnahmen sollen sich auf etwa 280 Millionen US-Dollar belaufen. Die Gesellschaft für bedrohte Völker (GfbV) kritisierte bereits 2018 die Pläne Bangladeschs scharf, geflüchtete Rohingya, aus Sicht der GfbV "zwangsweise", auf diese unbewohnte Insel umsiedeln zu wollen.
Am 4. Dezember 2020 begann die Umsiedlung von rund 100.000 Rohingya aus dem Flüchtlingslager Kutupalong bei Cox’s Bazar nach Bhasan Char. Seit März 2021 lebten ca. 13.000 von ihnen auf der Insel,  Anfang 2022 waren es 20.000, ein Jahr später bereits rund 30.000. Es wird angenommen, dass die Umsiedlung mittlerweile freiwillig erfolgt, weil die Unterbringung auf Bhasan Char sehr viel besser ist als in Kutupalong.

## Fläche
Die Größe der Insel wird mit etwa 40 km² angegeben.
Menschenrechtsaktivisten der Gesellschaft für bedrohte Völker gaben 2018 die Größe jedoch mit 7,7 km² an, was in etwa der mit einem Schutzdeich umschlossenen Fläche im nördlichen Teil der Insel entspricht.